# Tidarren cuneolatum
Tidarren cuneolatum là một loài nhện trong họ Theridiidae.
Loài này thuộc chi Tidarren. Tidarren cuneolatum được Albert Tullgren miêu tả năm 1910.